# Molí d'en Torrella
El molí d'en Torrella és un molí catalogat com a monument del municipi de Sabadell (Vallès Occidental) inclòs en l'Inventari del Patrimoni Arquitectònic de Catalunya. Des del 2001 és propietat municipal. És un dels molins més grans i emblemàtics de tot el riu Ripoll.

## Descripció
Situat a la banda dreta del riu Ripoll i molt malmès, conserva encara l'estructura i els elements suficients per saber que constava d'un cos principal amb teulada a dues vessants i altres cossos annexos més petits cap a la banda del riu, tots amb el mateix tipus de coberta. Les finestres, producte de nombroses modificacions, són allindanades i d'arc rebaixat. Als anys noranta del segle xx les cobertes s'havien esfondrat i els murs presentaven esvorancs.

## Història

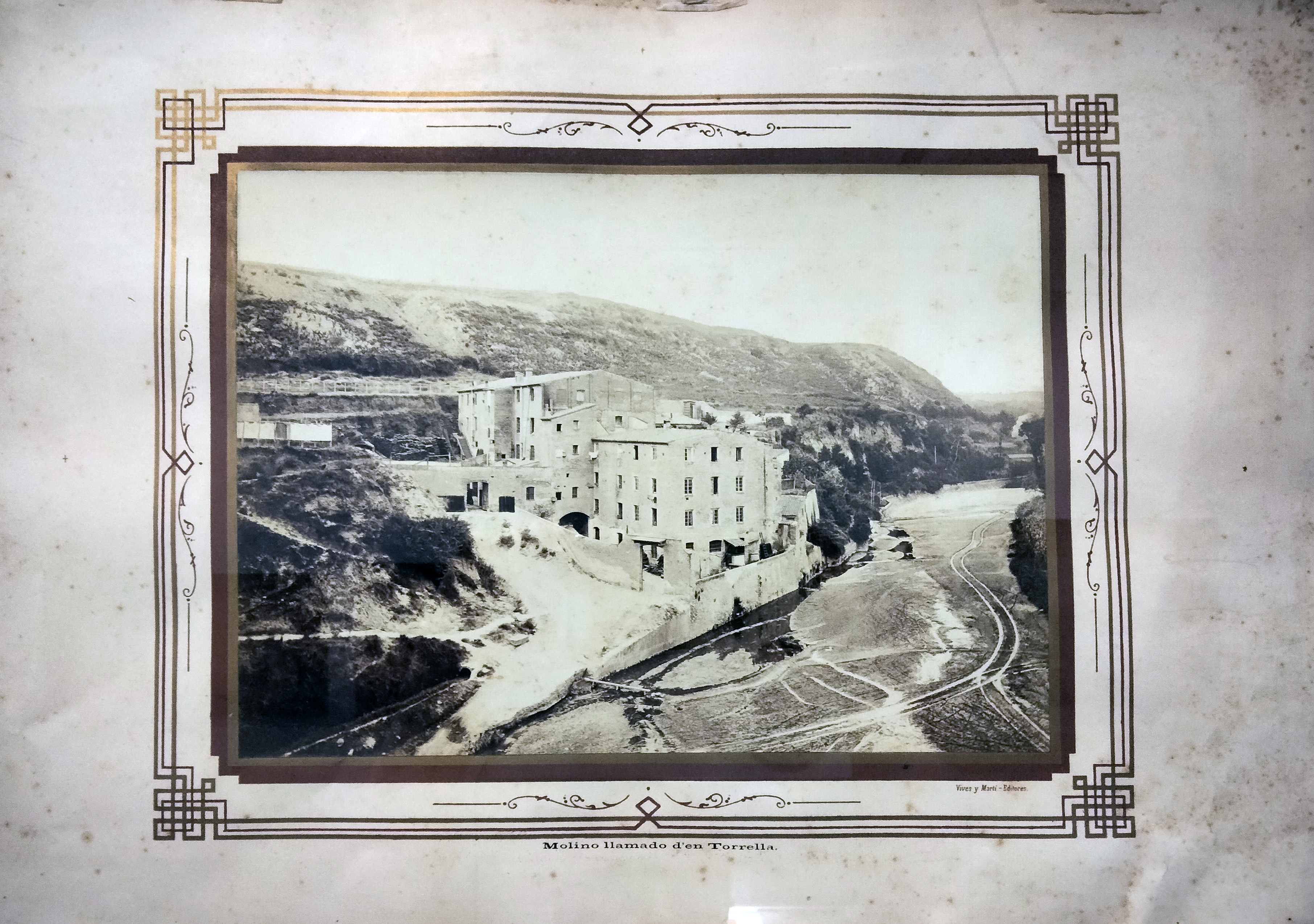
El molí d'en Torrella al Panorama fotogràfic de Sabadell (1881)

Hi ha constància documental de l'existència d'aquest molí des de molt antic. Segons Andreu Castells, des del 1157 hi ha esment del «molí de la Garriga», probable antecessor del d'en Torrella. El 1599 la família Torrella hi tenia una instal·lació per retòrcer llana. L'any 1749 apareix detallat el cobrament que Maria Arderiu havia fet en virtut d'una concòrdia del 1695 per a la construcció de "la resclosa, pont, rastellador, atures i nou rec del molí dit d'en Torrella". Al final del segle xviii passa a mans de la família Amat de Palou. L'any 1789 Bosch i Cardellach enumera els molins paperers de la vila de Sabadell, entre els quals el de Torrella. L'any 1910 va ser reconstruït pel mestre d'obres Estany, després d'haver-se produït un incendi.
L'estat de degradació de l'edifici és pràcticament irreversible. El seu valor és tipològic i històric.